# قانون الإنتاجية المتناقصة

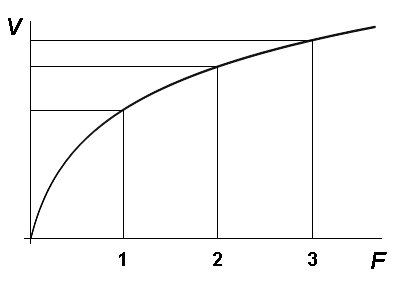

قانون تناقص الغلة أو قانون الأنتاجية المتناقصة Law of Diminishing Returns في المفهوم الاقتصادي، إذا جعلنا أحد المدخلات أو المستخدمات (Input) ثابت المقدار وقمنا بزيادة المستخدم الآخر، فإن الناتج المادي الحدي لهذا المستخدم المتغير سوف يقل بعد نقطة معينة على أقل تقدير.